# T.I. Vs T.I.P.
Albums de T.I.
King
(2006) Paper Trail
(2008)
Singles
1. Big Things Poppin' (Do It)
Sortie : 29 mars 2007
2. You Know What It Is
Sortie : 10 juillet 2007
3. Hurt
Sortie : 5 octobre 2007

T.I. Vs T.I.P. est le cinquième album studio de T.I., sorti le 3 juillet 2007 aux États-Unis.
L'album, qui s'est classé 1er au Billboard 200, au Top R&B/Hip-Hop Albums et au Top Internet Albums, a été certifié disque de platine par la Recording Industry Association of America (RIAA) le 30 août 2007.
Il a été nommé pour le « Meilleur album de rap » des 50e Grammy Awards, mais a perdu face à l'album de Kanye West, Graduation.

## Contenu
L'album met en scène les deux facettes du rappeur : T.I., l'homme d'affaires et entrepreneur à qui tout réussit, et T.I.P., le rappeur venant des ghettos d'Atlanta. Il existe donc deux pochettes différentes pour l'album, chacune à l'effigie d'un des deux personnages.
Comme pour son album précédent, King, T.I. a fait appel à des producteurs et des invités de prestige. Côté production, on retrouve Eminem, Just Blaze, Mannie Fresh, Danja, Wyclef Jean et The Runners pour ne citer qu'eux. Les featurings sont assurés par Busta Rhymes, Jay-Z, Eminem, Nelly, Wyclef Jean et Alfamega.
Les titres Act I, Act II et Act III possèdent tous les trois le même beat.
Un certain nombre de morceaux n'ont pas été conservés pour la version finale de l'opus : 
- Life of a Party (featuring R. Kelly et André 3000)
- Shawty Got a Gun
- Tomorrow'll Be a Better Day
- Hero (featuring Akon)
- Goodbye My Dear (featuring Ciara – Produit par T.I.)
- Yeah (featuring Lil Wayne et Young Jeezy – Produit par DJ Toomp)
- Your the Best (Produit par Jermaine Dupri)
- Just the King (Outroduction)

Les paroles sont imprimées sur le livret contenu dans la boîte de l'album, avec les couplets de T.I. écrits dans une couleur, et ceux de T.I.P. écrits dans une autre.

## Liste des titres
| No  | Titre | Contient un (des) sample(s) de                                                                   | Durée |
| --- | --- | ------------------------------------------------------------------------------------------------ | ----- |
| 1.  | Act I: T.I.P. (Produit par T.I., Kannon « Caviar » Cross, Corey « OZ » Simon et Just Blaze)                               |                                                                                                  | 2:22  |
| 2.  | Big Things Poppin' (Do It) (Produit par Mannie Fresh)                                                                     | Top Gun Anthem de Steve Stevens                                                                  | 4:47  |
| 3.  | Raw (Produit par Lil' C)                                                                                                  |                                                                                                  | 3:51  |
| 4.  | You Know What It Is (featuring Wyclef Jean – Produit par Wyclef Jean, All Hands On Deck et Lil Wonda)                     |                                                                                                  | 4:47  |
| 5.  | Da Dopeman (Produit par Mannie Fresh)                                                                                     | Dopeman de N.W.A                                                                                 | 5:09  |
| 6.  | Watch What You Say To Me (featuring Jay-Z – Produit par Khao, Bao Quoc Pham et Steven Holdren)                            |                                                                                                  | 4:45  |
| 7.  | Hurt (featuring Alfamega et Busta Rhymes – Produit par Danja)                                                             |                                                                                                  | 4:50  |
| 8.  | Act II: T.I. (Produit par T.I., Kannon « Caviar » Cross, Corey « OZ » Simon et Just Blaze)                                |                                                                                                  | 1:46  |
| 9.  | Help Is Coming (Produit par Just Blaze)                                                                                   | Somebody's Gonna Off the Man de Barry White featuring Love Unlimited et Love Unlimited Orchestra | 4:25  |
| 10. | My Swag (featuring Wyclef Jean – Produit par Wyclef Jean, All Hands On Deck et Lil Wonda)                                 |                                                                                                  | 4:34  |
| 11. | We Do This (Produit par The Runners)                                                                                      |                                                                                                  | 3:33  |
| 12. | Show It to Me (featuring Nelly – Produit par Tony Galvin)                                                                 |                                                                                                  | 3:18  |
| 13. | Don't You Wanna Be High (Produit par The Runners)                                                                         |                                                                                                  | 3:59  |
| 14. | Touchdown (featuring Eminem – Produit par Eminem et Jeff Bass)                                                            |                                                                                                  | 4:42  |
| 15. | Act III: T.I. vs. T.I.P.: The Confrontation (Produit par T.I., Kannon « Caviar » Cross, Corey « OZ » Simon et Just Blaze) |                                                                                                  | 1:46  |
| 16. | Tell 'Em I Said That (Produit par Danja)                                                                                  | Captain Skyhawk Title Screen de David Wise                                                       | 4:54  |
| 17. | Respect This Hustle (Produit par Danja)                                                                                   |                                                                                                  | 4:26  |
| 18. | My Type (Produit par Keith Mack)                                                                                          |                                                                                                  | 4:50  |

| 19. | The Hottest (featuring Mac Boney – Produit par Kevin « Khao » Cates) | 3:34 |
| 20. | No Sweat (featuring Big Kuntry King et J.R.)                         | 4:42 |
| 21. | You Ain't Fly (Produit par Just Blaze)                               | 3:47 |
| 22. | Hustlin' (featuring Governor – Produit par Mannie Fresh)             | 3:21 |